# Zhu Huijing
Zhu Huijing (6 marzo 1988) è una pallavolista cinese.
Gioca nel ruolo di centrale nello Shanghai Dong Hao Lansheng Nuzi Paiqiu Julebu.

## Carriera
la carriera di Zhu Huijing inizia nel settore giovanile dello Shanghai Sheng Paiqiu Dui, dove gioca dal 2001 al 2005, prima di essere promossa in prima squadra, esordendo nella Volleyball League A cinese nella stagione 2005-06: nel corso degli anni col suo club sfiora più volte la vittoria dello scudetto, classificandosi al secondo posto nei campionati 2008-09, 2009-10, 2011-12 e 2014-15.